# 66ns Premis Tony
La 66ena edició dels Premis Tony va ser celebrada el 10 de juny de 2012 per reconèixer els èxits de les produccions de Broadway durant la temporada 2011–12. La cerimònia es va celebrar al Beacon Theatre i va ser emesa en directe per CBS. Neil Patrick Harris va ser el presentador.
La producció Once va ser la més nominada i més premiada de la nit, amb 11 nominacions i 8 premis.

## Eligibilitat
Les produccions que van ser estrenades durant la temporada 2011–12 i abans del 27 d'abril de 2012, tenien la possibilitat de ser nominades.
| Obres originals - Chinglish - Clybourne Park - The Columnist - End of the Rainbow - The Lyons - Magic/Bird (teatre)Magic/Bird - The Mountaintop - One Man, Two Guvnors' - Other Desert Cities - Peter and the Starcatcher - Relatively Speaking - Seminar - Stick Fly - Venus in Fur | Musicals originals - Bonnie & Clyde - Ghost the Musical - Leap of Faith - Lysistrata Jones - Newsies - Nice Work If You Can Get It - Once - Spider-Man Turn Off The Dark | Revivals d'obres - Arthur Miller's Death of A Salesman - Don't Dress for Dinner - Gore Vidal's The Best Man - Man and Boy - Master Class - Private Lives - The Road to Mecca - A Streetcar Named Desire - Wit | Revivals de musicals - Evita - Follies - The Gershwins' Porgy & Bess - Godspell - Jesus Christ Superstar - On A Clear Day You Can See Forever |

## Cerimònia

### Presentadors
Tal com es va anunciar el dia 1 de juny, Angela Lansbury, Candice Bergen, Jessica Chastain, Jim Parsons, Christopher Plummer, Tyler Perry, Nick Jonas, Amanda Seyfried, Paul Rudd, Ellen Barkin, Bernadette Peters, James Marsden, Mandy Patinkin i Sheryl Crow, entre d'altres, van ser presentadors. Matthew Morrison, Josh Groban i Cote de Pablo van ser afegits a la llista de presentadors el 7 de juny. Altres presentadors van ser: Patti LuPone, Trey Parker i Matt Stone.

## Guanyadors i nominacions
Els guanyadors estan destacats en negreta:
| Millor obra ‡ | Millor musical ‡ |
| --- | --- |
| - Clybourne Park – Bruce Norris - Other Desert Cities – Jon Robin Baitz - Peter and the Starcatcher – Rick Elice - Venus in Fur – David Ives | - Once - Leap of Faith - Newsies - Nice Work If You Can Get It |
| Millor revival d'una obra ‡ | Millor revival d'un musical ‡ |
| - Death of a Salesman - The Best Man - Master Class - Wit | - Porgy and Bess - Evita - Follies - Jesus Christ Superstar |
| Millor actor en una obra | Millor actriu en una obra |
| - James Corden – One Man, Two Guvnors com a Francis Henshall - Philip Seymour Hoffman – Death of a Salesman com a Willy Loman - James Earl Jones – The Best Man com a Art Hockstader - Frank Langella – Man and Boy com a Gregor Antonescu - John Lithgow – The Columnist com a Joseph Alsop | - Nina Arianda – Venus in Fur com a Vanda - Tracie Bennett – End of the Rainbow com a Judy Garland - Stockard Channing – Other Desert Cities com a Polly Wyeth - Linda Lavin – The Lyons com a Rita Lyons - Cynthia Nixon – Wit com a Vivian Bearing                                                      |
| Millor actor en un musical | Millor actriu en un musical |
| - Steve Kazee – Once com a Guy - Danny Burstein – Follies com a Buddy Plummer - Jeremy Jordan – Newsies com a Jack Kelly - Norm Lewis – Porgy and Bess com a Porgy - Ron Raines – Follies com a Ben Stone                                                                                    | - Audra McDonald – Porgy and Bess com a Bess - Jan Maxwell – Follies com a Phyllis Rogers Stone - Cristin Milioti – Once com a Girl - Kelli O'Hara – Nice Work If You Can Get It com a Billie Bendix - Laura Osnes – Bonnie & Clyde com a Bonnie Parker                                                   |
| Millor actor de repartiment en una obra | Millor actriu de repartiment en una obra |
| - Christian Borle – Peter and the Starcatcher com a The Black Stache - Michael Cumpsty – End of the Rainbow com a Anthony - Tom Edden – One Man, Two Guvnors com a Alfie - Andrew Garfield – Death of a Salesman com a Biff Loman - Jeremy Shamos – Clybourne Park com a Karl/Steve          | - Judith Light – Other Desert Cities com a Silda Grauman - Linda Emond – Death of a Salesman com a Linda Loman - Spencer Kayden – Don't Dress for Dinner com a Suzette - Celia Keenan-Bolger – Peter and the Starcatcher com a Molly - Condola Rashād – Stick Fly com a Cheryl                            |
| Millor actor de repartiment en un musical | Millor actriu de repartiment en un musical |
| - Michael McGrath – Nice Work If You Can Get It com a Cookie McGee - Phillip Boykin – Porgy and Bess com a Crown - Michael Cerveris – Evita com a Juan Perón - David Alan Grier – Porgy and Bess com a Sporting Life - Josh Young – Jesus Christ Superstar com a Judas                       | - Judy Kaye – Nice Work If You Can Get It com a Duchess Estonia Dulworth - Elizabeth A. Davis – Once com a Réza - Jayne Houdyshell – Follies com a Hattie Walker - Jessie Mueller – On a Clear Day You Can See Forever com a Melinda Wells - Da’Vine Joy Randolph – Ghost the Musical com a Oda Mae Brown |
| Millor llbret d'un musical | Millor banda sonora (música i/o lletra) |
| - Enda Walsh – Once - Douglas Carter Beane – Lysistrata Jones - Joe DiPietro – Nice Work If You Can Get It - Harvey Fierstein – Newsies | - Newsies – Alan Menken (música) and Jack Feldman (lletres) - Bonnie & Clyde – Frank Wildhorn (música) and Don Black (lletres) - One Man, Two Guvnors – Grant Olding (música i lletres) - Peter and the Starcatcher – Wayne Barker (música) and Rick Elice (lletres)                                      |
| Millor direcció d'una obra | Millor direcció d'un musical |
| - Mike Nichols – Death of a Salesman - Nicholas Hytner – One Man, Two Guvnors - Pam MacKinnon – Clybourne Park - Roger Rees i Alex Timbers – Peter and the Starcatcher | - John Tiffany – Once - Jeff Calhoun – Newsies - Kathleen Marshall – Nice Work If You Can Get It - Diane Paulus – Porgy and Bess |
| Millor escenografia d'una obra | Millor escenografia d'un musical |
| - Donyale Werle – Peter and the Starcatcher - John Lee Beatty – Other Desert Cities - Daniel Ostling – Clybourne Park - Mark Thompson – One Man, Two Guvnors | - Bob Crowley – Once - Rob Howell and Jon Driscoll – Ghost the Musical - Tobin Ost i Sven Ortel – Newsies - George Tsypin – Spider-Man: Turn Off the Dark |
| Millor vestuari d'una obra | Millor vestuari d'un musical |
| - Paloma Young – Peter and the Starcatcher - William Ivey Long – Don't Dress for Dinner - Paul Tazewell – A Streetcar Named Desire - Mark Thompson – One Man, Two Guvnors | - Gregg Barnes – Follies - ESosa – Porgy and Bess - Eiko Ishioka – Spider-Man: Turn Off the Dark - Martin Pakledinaz – Nice Work If You Can Get It |
| Millor il·luminació d'una obra | Millor il·luminació d'un musical |
| - Jeff Croiter – Peter and the Starcatcher - Peter Kaczorowski – The Road to Mecca - Brian MacDevitt – Death of a Salesman - Kenneth Posner – Other Desert Cities | - Natasha Katz – Once - Christopher Akerlind – Porgy and Bess - Natasha Katz – Follies - Hugh Vanstone – Ghost the Musical |
| Millor disseny de so d'una obra | Millor disseny de so d'un musical |
| - Darron L. West – Peter and the Starcatcher - Paul Arditti – One Man, Two Guvnors - Scott Lehrer – Death of a Salesman - Gareth Owen – End of the Rainbow | - Clive Goodwin – Once - Acme Sound Partners – Porgy and Bess - Kai Harada – Follies - Brian Ronan – Nice Work If You Can Get It |
| Millor coreografia | Millors orquestracions |
| - Christopher Gattelli – Newsies - Rob Ashford – Evita - Steven Hoggett – Once - Kathleen Marshall – Nice Work If You Can Get It | - Martin Lowe – Once - William David Brohn i Christopher Jahnke – Porgy and Bess - Bill Elliott – Nice Work If You Can Get It - Danny Troob – Newsies |

### Produccions amb múltiples nominacions
- 11: Once
- 10: Nice Work If You Can Get It, Porgy and Bess
- 9: Peter and the Starcatcher
- 8: Follies, Newsies
- 7: Death of a Salesman, One Man, Two Guvnors
- 5: Other Desert Cities
- 4: Clybourne Park
- 3: Evita, End of the Rainbow, Ghost the Musical
- 2: Venus in Fur, Spider-Man: Turn Off the Dark, Jesus Christ Superstar, Wit, The Best Man, Bonnie & Clyde, Don't Dress for Dinner

### Produccions amb múltpiles premis
- 8: Once
- 5: Peter and the Starcatcher
- 2: Death of a Salesman, Newsies, Nice Work If You Can Get It, Porgy and Bess

## In Memoriam
| - Davy Jones - Stephen Douglass - Anna Massey - John Wood - Tom Aldredge - Eiko Ishioka - Theodore Mann - Price Berkley - Ulu Grosbard - Diane Cilento - Dick Anthony Williams - Tony Stevens - Harry Morgan - Mary Fickett - Alice Playten - Patricia Neway - Jeffrey Ash | - Howard Kissel - Shelagh Delaney - Ray Aghayan - Margaret Tyzack - William Duell - Philip Rose - Judd Woldin - Donald Grody - Ben Gazzara - Beatrice Terry - Liviu Ciulei - Donald Schoenbaum - Charles Jaffe - Berenice Weiler - Buddy Freitag - Jerry Leiber |